# Ex's & Oh's
"Ex's & Oh's" é uma canção gravada pela cantora e compositora norte-americana Elle King contida em seu álbum de estreia Love Stuff (2015). A canção foi lançada como o single de estreia da cantora em 23 de setembro de 2014, precedendo o lançamento de seu álbum de estreia. O single alcançou estrondoso sucesso no cenário rock, chegando ao topo da parada oficial de músicas do gênero, a Billboard Rock Songs.
Em junho de 2015, a canção ganhou certificado de Ouro no Canadá, onde chegou à marca de dupla platina. "Ex's & Oh's" alcançou o topo da parada norte-americana Billboard Alternative Songs, se tornando a segunda mulher a conseguir o feito desde 1996, atrás apenas de Lorde e seu single "Royals" em 2013.

## Desempenho nas paradas de sucesso
| Parada (2014–16)                                        | Melhor posição |
| ------------------------------------------------------- | -------------- |
| Austrália (ARIA)                                        | 5              |
| Áustria (Ö3 Austria Top 75)                             | 5              |
| Bélgica (Ultratip Bubbling Under de Flandres)           | 4              |
| Bélgica (Ultratip Bubbling Under da Valônia)            | 31             |
| Canadá (Canadian Hot 100)                               | 14             |
| Canadá AC (Billboard)                                   | 6              |
| Canadá CHR/Top 40 (Billboard)                           | 10             |
| Canadá Hot AC (Billboard)                               | 3              |
| Canadá Rock (Billboard)                                 | 12             |
| República Checa (Rádio Top 100)                         | 1              |
| Dinamarca (Tracklisten)                                 | 22             |
| França (SNEP)                                           | 119            |
| O campo songid é OBRIGATÓRIO PARA PARADA ALEMÃ          | 10             |
| Hungria (Single Top 40)                                 | 22             |
| Irlanda (IRMA)                                          | 28             |
| Israel (Media Forest)                                   | 4              |
| México Ingles Airplay (Billboard)                       | 1              |
| México Top 20 Inglés (Monitor Latino)                   | 5              |
| Nova Zelândia (Recorded Music NZ)                       | 10             |
| Polónia (Polish Airplay Top 100)                        | 20             |
| Escócia (Scottish Singles Chart)                        | 3              |
| Espanha (PROMUSICAE)                                    | 26             |
| Suécia (Sverigetopplistan)                              | 60             |
| Suíça (Schweizer Hitparade)                             | 30             |
| Reino Unido (UK Singles Chart)                          | 15             |
| Estados Unidos (Billboard Hot 100)                      | 10             |
| Estados Unidos (Billboard Hot Rock & Alternative Songs) | 1              |
| Estados Unidos (Billboard Rock Airplay)                 | 2              |
| Estados Unidos (Billboard Adult Contemporary)           | 4              |
| Estados Unidos (Billboard Adult Top 40)                 | 1              |
| Estados Unidos (Billboard Mainstream Top 40)            | 7              |

| Parada (2015)                                      | Posição |
| -------------------------------------------------- | ------- |
| Canadá (Canadian Hot 100)                          | 35      |
| Estados Unidos Billboard Hot 100                   | 73      |
| Estados Unidos Adult Alternative Songs (Billboard) | 2       |
| Estados Unidos Adult Top 40 (Billboard)            | 22      |
| Estados Unidos Alternative Songs (Billboard)       | 4       |
| Estados Unidos Hot Rock Songs (Billboard)          | 6       |
| Estados Unidos Rock Airplay (Billboard)            | 4       |